# Supersypnoides hampsoni
Supersypnoides hampsoni är en fjärilsart som beskrevs av Alfred Ernest Wileman och South 1917. Supersypnoides hampsoni ingår i släktet Supersypnoides och familjen nattflyn. Inga underarter finns listade i Catalogue of Life.